# أليساندرو فيريرا ليوناردو
أليساندرو فيريرا ليوناردو (بالصينية: 辛祖) (10 مارس 1987 بالبرازيل - ) هو لاعب كرة قدم صيني وبرازيلي في مركز الهجوم. شارك مع منتخب هونغ كونغ لكرة القدم. أما مع النوادي، فقد لعب مع نادي سيتيزن ونادي كيتشي وهونغ كونغ بيغاسوس ‏ وWong Tai Sin DRSC ‏ وهونغ كونغ رينجرز وYuen Long FC ‏ وCentro de Futebol Zico Sociedade Esportiva ‏.

## وصلات خارجية
- أليساندرو فيريرا ليوناردو على موقع قاعدة بيانات كرة القدم.إي يو (الإنجليزية)
- أليساندرو فيريرا ليوناردو على موقع ناشيونال فوتبول تيمز (الإنجليزية)
- أليساندرو فيريرا ليوناردو على موقع Soccerway.com (الإنجليزية)